# Хомола
Хомола (чешки/словачки; у женском роду: Хомолова) је чешко и словачко презиме. Презиме се може односити на:
- Беджих Хомола (1887–1943), чешки генерал
- Бернард Хомола (1894–1975), немачки композитор филмске музике
- Крејг Хомола (рођен 1958), амерички хокејаш
- Ирена Хомола-Скопска (1929–2017), пољска историчарка
- Јиржи Хомола (рођен 1980), чешки фудбалер
- Марија Хомолова (рођена 1987), словачка гимнастичарка
- Матеј Хомола (рођен 1973), чешки музичар
- Мато Хомола (рођен 1994), словачки ауто-тркач